# 杨忠民
杨忠民（1952年—），湖南宁乡人。
曾任广州军区政治部组织部副部长、部长。2001年1月至2004年1月任中国人民解放军驻香港部队政治部主任。2004年1月至2006年9月任中国人民解放军驻澳门部队政治委员。2006年9月至2006年11月任湖南省军区政治委员。2006年11月至2011年8月任湖南省委常委、省军区政治委员。
2003年晋升少将军衔。2011年8月退役。中共十七大代表。